# Мерл великий
Мерл великий (Lamprotornis australis) — вид горобцеподібних птахів родини шпакових (Sturnidae). Мешкає в Центральній і Південній Африці.

## Опис

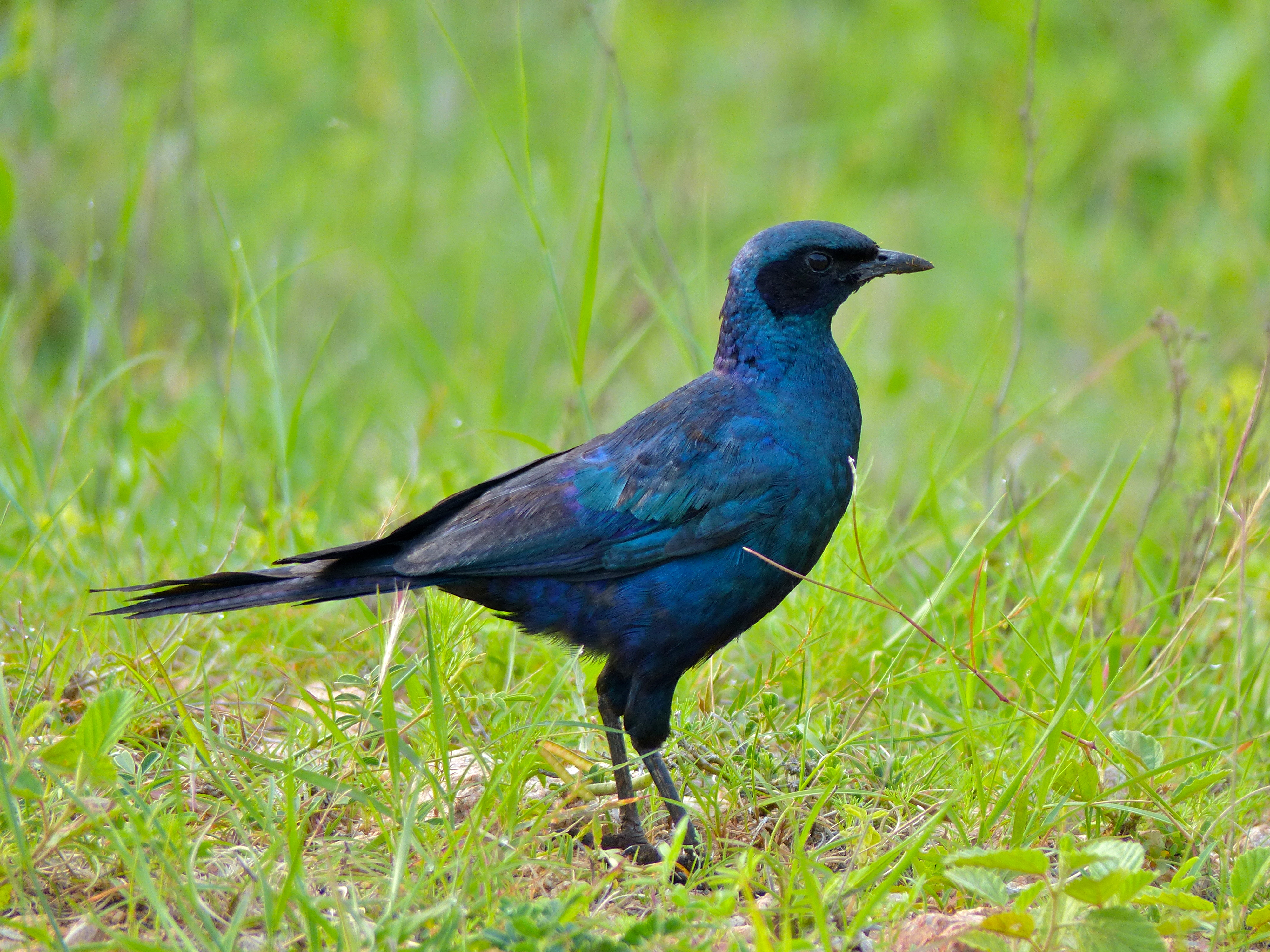
Великий мерл

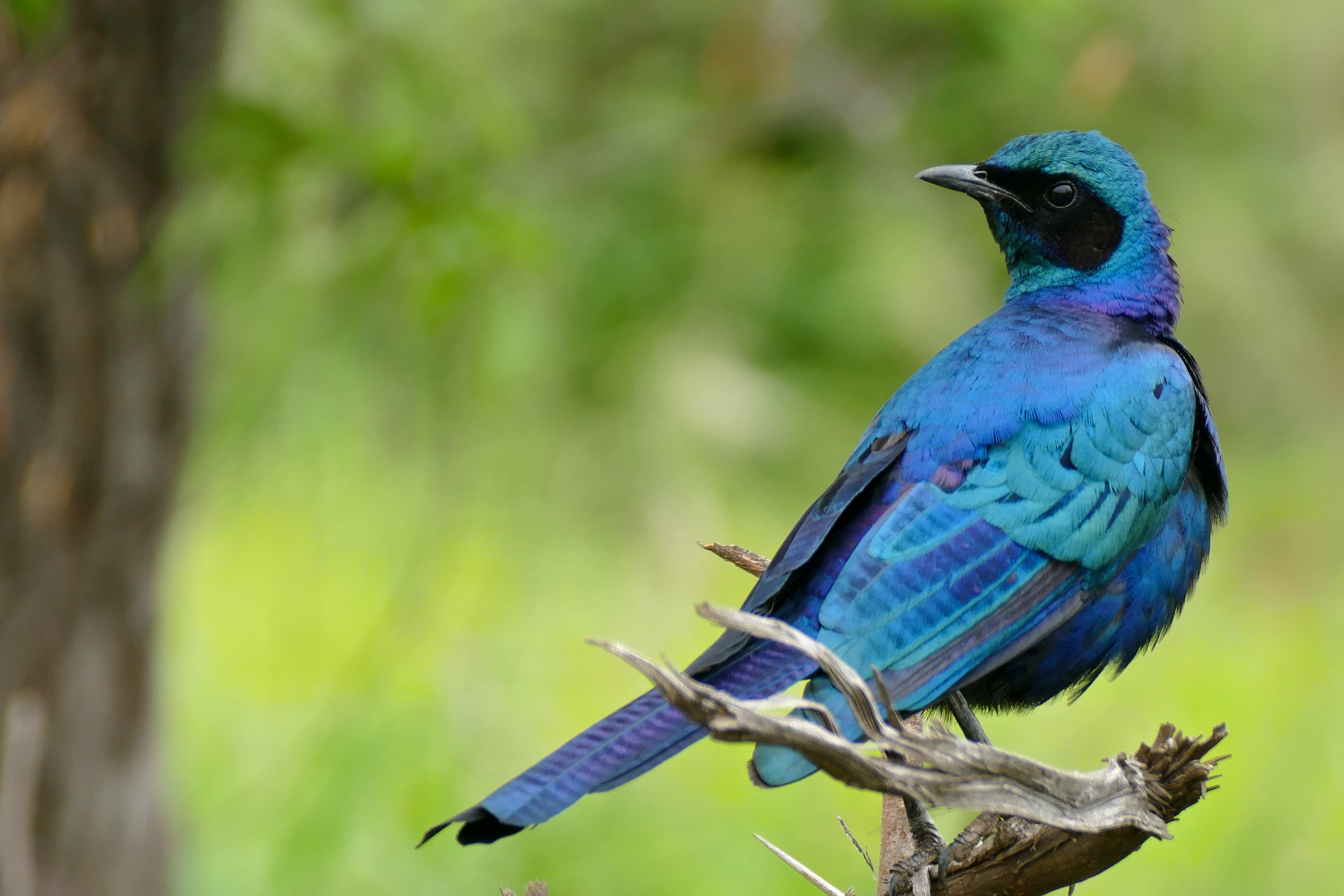
Великий мерл

Довжина птаха становить 30-34 см, вага 74-138 г. Голова синьо-зелена, обличчя чорне, скроні і щоки темно-бронзові, потилиця фіолетово-синя з легким пурпуровим фідтінком. Підборіддя, горло і спина синьо-зелені, надхвістя і покривні пера хвоста мають пурпуровий відтінок. Груди і живіт синьо-зелені, боки і нижня частина живота сині. Крила широкі, округлі на кінці, сині. Загалом оперення має характерний райдужний металевий відблиск. Очі темно-карі, дзьоб і лапи чорні. У молодих птахів відблиск в оперенні не виражений, спина у них синьо-зелена, а нижня частина тіла тьмяно-синювато-чорна.

## Поширення і екологія
Великі мерли мешкають на південному сході Анголи, на південному заході Замбії, в центральній і східні Намібії, в Ботсвані, на крайньому заході Зімбабвеі на півночі Південно-Африканської Республіки, зокрема в Національному парку Калахарі-Гемсбок. Окрема популяція мешкає також на північному сході ПАР і в сусідніх районах на півдні Мозамбіку і сході Есватіні, зокрема в Національному парку Крюгер. Великі мерли живуть в рідколіссях і акаціяєвих саванах, зокрема в заростях Vachellia erioloba і Senegalia nigrescens, а також в мопане і цезальпінієвих заростях, на висоті до 1500 м над рівнем моря. Вони зустрічаються зграйками до 50 птахів, іноді до тисячі птахів, часто приєднуються до змішаних зграй птахів.
Великі мерли живляться комахами, такими як коники, терміти, мурахи і жуки, а також іншими безхребетними, ягодами і плодами, зокрема Diospyros mespiliformi, і відходами поблизу людських поселень. Шукають їжу на землі. Сезон розмноження в Намібії і Ботсвані у них триває з січня по квітень, а Замбії у березні, в ПАР з жовтня по січень. Великі мерли є моногамними птахами. Вони гніздяться в дуплах дерев, вокористовують покинуті дупла дятлів і лібій, тріщини серед скель або штучні гніздівлі. Дупла, які зазвичай розташовуються на висоті 2-7 м над землею, птахи встелюють свіжою зеленою траво, зеленими листями, пір'ям, а також іншим матеріалом. В клідці від 2 до 4 синіх або синьо-зелених яєць, поцяткованих червонувато-коричневими плямами, розміром 29×20 мм і вагою 7-9 г. Інкубаційний період триває 15 днів, пташенята покидають гніздо через 20-24 дні після вилуплення. На відміну від деяких інших мерлів, великим мерлам не притаманний колективних догляд за пташенятами. Вони іноді стають жертвами гніздового паразитизму чубатих зозуль.